# 박경리 (가수)
박경리(朴倞利, 1990년 7월 5일~)는 대한민국의  배우이다. 과거 나인뮤지스 멤버 가수였다.

## 학력
- 송운초등학교 (졸업)
- 반송여자중학교  (졸업)
- 대명여자고등학교 (졸업)

## 생애

### 1990~2012: 초기 생애
박경리는 1990년 7월 5일에 부산직할시에서 태어나 자랐다. 박경리는 어릴 적 보아가 어린 나이에도 스스로 세상을 헤쳐나가는 모습을 보면서 가수의 꿈을 갖게 되었다고 한다. 대명여자고등학교 3학년이던 2007년 박경리는 현재의 소속사인 스타제국에 캐스팅되어 연습생 생활을 시작하였다. 이후 박경리는 2008년 미디어라인 엔터테인먼트로 이적한 뒤 김건모와 박미경, 채연 등의 백댄서로 활동하였다. 2011년 박경리는 비바걸스의 데뷔가 무산된 후 스타제국으로 다시 이적하여 연습생 생활을 이어갔다. 이후 박경리는 2012년 걸 그룹 나인뮤지스의 새 멤버로 정식 데뷔하게 되었다.

### 2012~2017: 나인뮤지스
박경리는 2012년 1월 11일 나인뮤지스의 싱글 〈News〉를 통해 가수로서 첫 음반을 발매하였다. 이후 다음 날인 1월 12일 Mnet 《엠카운트다운》을 통해 공식 데뷔하였다. 데뷔 초기에는 나인뮤지스 내 박경리의 존재감은 다소 미비하였다. 그러나 2013년 나인뮤지스가 싱글 《DOLLS》를 통해 본격적인 인기를 얻은 해, 박경리 역시 대중의 관심을 받기 시작했다. 특히 이 시기 박경리는 퍼포먼스와 특유의 눈빛, LG 트윈스의 시구 등을 통해 알려지며 각종 예능 프로그램에 단독으로 출연하는 등 이름을 알리기 시작했다. 또한 싱글 《GLUE》부터 나인뮤지스의 팀 내 센터로서 많은 파트를 분배받고 퍼포먼스의 중심을 맡고 있다. 중간 영입 멤버로서 팀 내 중심으로 자리잡은 경우는 다소 이례적이다.
그러나 2014년 개인 인지도와 팀 인지도를 모두 쌓아가는 중 멤버 류세라, 이샘, 박은지가 연속적으로 나인뮤지스를 탈퇴하자 박경리는 개인 활동을 중심으로 연예 활동을 이어갔다. 또한 이 시기 2014년 9월 23일 박경리는 제국의아이들의 케빈과 당시 연습생이던 동갑내기 소진과 함께 혼성 유닛 그룹인 네스티네스티를 결성하여 가수 활동을 시작했다. 2015년 경리는 약 2년간의 공백기를 깨고 나인뮤지스로서 다시 활동하였다. 특히 이 시기 과거 멤버 세라와 함께 맡았던 센터의 역할을 홀로 수행하며 나인뮤지스의 명실상부한 센터로 자리매김하였다. 이 시기 박경리는 데뷔 후 처음으로 예능 프로그램의 고정 패널로 출연하였다. 또한 다수의 웹드라마, 웹예능 등에 출연하며 활동 범위를 넓혔다.

### 2018~현재: 솔로 데뷔
2018년 2월 2일 박경리는 현 소속사인 스타제국과 재계약하며 나인뮤지스의 멤버로 계속해 활동하게 되었다. 특히 박경리는 "멤버들과 손잡고 가고 싶어 나인뮤지스를 지키고 있다"라며 스타제국과의 재계약 이유를 밝혔다. 박경리는 이 시기 정진운, 최낙타 등과 함께 콜라보레이션 싱글을 발매하며 가수 활동을 이어갔다. 같은 해 7월 5일 박경리는 자신의 생일에 싱글 〈어젯밤〉을 발매하여 생애 첫 정식 솔로 활동을 시작하였다.
2019년 2월 말 나인뮤지스의 해체 및 7월에 스타제국과 계약 만료 후 결별했고, 2020년 1월 6일 YNK 엔터테인먼트로 이적했다.

## 음반 목록
- 2017: 《Talk About You》

## 음반 외 활동 목록

### 드라마
- 2013: tvN 《푸른거탑》 24회
- 2013: tvN 《응답하라 1994》 7회 - 성나정의 친구 역 (특별 출연)
- 2013: MBC 에브리원 《무작정패밀리 시즌2》 7회
- 2016: 네이버 TV 《소녀접근금지》 - 나소녀 역
- 2017: MBC 《보그맘》 - 도도혜가 매수한 여자 역
- 2021: JTBC 《언더커버》- 젊은 시절 고윤주 역
- 2022: MBC 《금혼령, 조선 혼인 금지령》 - 초란 역 (특별 출연)
- 2023: JTBC 《힘쎈여자 강남순》 - 노선생 역

### 영화
- 2017: 《리얼》 - 레스토랑 웨이트리스 역 (우정 출연)

### 예능
- 2014: XTM 《옴므 6.0》
- 2014: tvN 《SNL 코리아》
- 2015: MBC 《미스터리 음악쇼 복면가왕》 - 15회 패널
- 2015: tvN 《SNL 코리아 시즌6》 - 29회 게스트
- 2016: JTBC 《아는 형님》 - 22회 게스트
- 2016: Mnet 《음악의 신2》 - 고정 출연
- 2016: JTBC 《잘 먹는 소녀들》 - 고정 출연
- 2016: SBS 《런닝맨》 - 7월 3일 방송, 306회 게스트 with 이기우, 닉쿤
- 2016: MBC 《미스터리 음악쇼 복면가왕》 - 75회 참가자 '낯선 여자에게서 가을 향기를 느꼈다'
- 2017: skyENT 《뷰티스카이 2》 - 진행
- 2017: 네이버TV 《뭔들투어 in 이탈리아》
- 2017: tvN 《대화가 필요한 개냥》 - 게스트
- 2017: JTBC 《한끼줍쇼》 - 게스트 (with 서장훈)
- 2018: 채널A 《천만홀릭, 커밍쑨》 - 고정 출연
- 2018: tvN 《짠내투어》 게스트
- 2018: SBS 《런닝맨》 - 6월 17일 방송, 405회 게스트 with 손담비, 서은수, 이국주
- 2018: tvN 《아찔한 사돈연습》 - 고정 출연
- 2018: MBC 《섹션TV 연예통신》 - 고정 출연
- 2021: JTBC 《언더커버》
- 2021: MBC 《황금어장 라디오스타》- 686회 게스트
- 2022: KBS2 《홍김동전》 - 4회 게스트
- 2023: 유튜브 《노빠꾸 탁재훈》 - 69회 게스트
- 2022: ENA, SBS Plus《나는 SOLO, 그 후 사랑은 계속된다》 - 고정 출연
- 2024: MBC 《구해줘! 홈즈》 - 236회 게스트
- 2024: 동아TV 《셀링라이프》
- 2024: 유튜브 《노빠꾸 탁재훈 탁스패치》- 18회 게스트

### 뮤직비디오
- 2014: 옴므 〈It Girl〉
- 2016: 전설 〈반했다〉
- 2016: 언니쓰 〈Shut up〉

### 광고
- 2013년 조이시티 - 다같이 칼칼칼
- 2014년 삼국지 PK
- 2016년 맥스

## 수상 및 후보
| 연도 | 시상식           | 부문                      | 작품            | 결과 |
| ---- | ---------------- | ------------------------- | --------------- | ---- |
| 2018 | MBC 방송연예대상 | 뮤직/토크부문 여자 신인상 | 섹션TV 연예통신 | 후보 |
| 2019 | MBC 방송연예대상 | 뮤직/토크부문 여자 우수상 | 섹션TV 연예통신 | 후보 |